# 传说

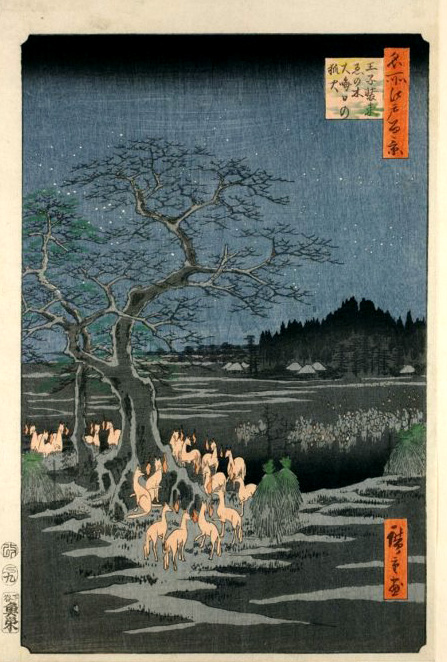
日本傳說中的狐的聚會

傳說（英語：legend）是流传下来的以特定的人物或地点为主题的故事。在文字尚未發明的時代，人們要對歷史紀錄，只能夠利用口耳相傳的方式，因此傳說通常不可考證，所描述的事件發生年代遠在文字發明前的遙遠過去。
由于传递者的知识有限，所描述的事物多数难以正確回溯其当时场景，但其基于遥远过去曾发生的“史实”。能够保存下来的传说由于传递者对内容的主观修改；所记录的事迹年代久远、过于罕见，甚至是绝无仅有的奇迹；以及人为加入虚构情节，或是根本就是胡謅的故事。因此传说的真实性难以考证。
傳說不像民間故事一般有固定的形式。虛構故事的作者也常以傳說起頭帶過，引致人云亦云。

## 著名的傳說
- 亚特兰蒂斯
- 亞瑟王與圆桌骑士
- 聖杯
- 羅賓漢
- 罗慕路斯与雷穆斯
- 賢者之石
- 奧德修斯
- 香格里拉
- 威廉·泰爾
- 黄帝
- 盘古
- 女娲
- 仓颉
- 蚩尤
- 燧人氏
- 龙
- 凤凰
- 麒麟
- 嫘祖
- 神农
- 德古拉
- 黃金國
- 水怪
- 大腳怪

### 日本傳說
日本的傳說豐富多彩，依出現的內容主題可大致分類如下：
- 自然傳說：動植物、礦物、天體、氣象、地形、火、水等。
- 歷史傳說：神佛、聖地、長者、偉業、事件、地名等。
- 信仰傳說：各種神祇、精靈、幽靈、妖怪等。

## 中国道教神仙传说
在中国古代，神仙的传说在民间广为流传，在道听途说的遐想中，可能确有其事，在真实的故事发生后，经百姓的口口相传、添油加醋，使这凡人羽化升仙的神奇故事更增添了一份神秘的色彩。著名的神仙故事有：八仙传，韩湘子祝寿，魏伯阳炼丹成仙的故事，老君点化六诏的故事，等。

## 外部連結
- 道教神仙传说 （页面存档备份，存于）
- 老君点化六诏的故事 （页面存档备份，存于）